# Poliamidi
Poliamidi (PA) su kristalasti, uglavnom plastomerni materijali kojima ponavljane jedinice sadrže alifatske ili aromatske segmente povezane amidnim vezama (–CO–NH–).

## Alifatski poliamidi
Alifatski poliamidi visokog su tališta, dobre vlačne čvrstoće, udarne žilavosti i otpornosti prema otapalima, abraziji i umoru materijala. To su bili prvi sintetski polimeri koji su se primijenili kao tekstilna vlakna, a među najvažnijim su vlaknima i danas (poliamidna vlakna). Označuju se prema broju ugljikovih atoma u reagirajućim monomerima. Najznačajniji su poliamid 6,6 i poliamid 6: 
- poliamid 6,6, poli(heksametilenadipamid), počeo se proizvoditi 1938. (DuPont, SAD) pod tržišnim nazivom najlon, što je ubrzo postao popularan pojam povezan s početcima uporabe takozvane sintetike u odijevanju. Dobiva se polikondenzacijom heksametilendiamina i adipinske kiseline (oba monomera imaju po 6 ugljikovih atoma, odatle oznaka 6,6):

n H2N–(CH2)6–NH2 + n HOOC–(CH2)4–COOH → [–HN–(CH2)6–NH–CO–(CH2)4–CO–]n + 2n H2O
- poliamid 6 počeo se proizvoditi 1939. u I. G. Farbenindustrie (Njemačka) kao vlakno pod komercijalnim nazivom perlon. Dobiva se polimerizacijom cikličkog ε-kaprolaktama, koji se prvo hidrolizira i stvara aminokiselinu, a ona pokreće (inicira) otvaranje prstena daljnjih kaprolaktamskih molekula i veže ih poliadicijom na rastući polimerni lanac, stvarajući poliamid 6:

[–NH–(CH2)5–CO–]n
- osim kao vlakna, poliamidi (na primjer PA 11, PA 12 i PA 6,12) služe kao konstrukcijski materijali za dijelove industrijskih uređaja, u automobilskoj industriji, elektroindustriji i elektronici.

### Poliamidna vlakna
Poliamidna vlakna su umjetna vlakna koja se ispredaju iz taline poliamidnih polimera, a najpoznatija su vlakna od poliamida 6,6 i poliamida 6; trgovački su im nazivi najlon (otud i hrvatski razgovorni naziv za sve tekstilije od umjetnih vlakana najlon), perlon, grilon. Od njih se proizvode čvrsti i trajni proizvodi izvrsne savitljivosti i elastičnosti. Poliamidna se odjeća ne gužva, lako se održava, ali nije osobito udobna, pa se za te namjene poliamidna vlakna često upotrebljavaju u mješavini s prirodnima. Fina teksturirana vlakna glavni su materijal za izradu ženskih čarapa, ženskoga rublja, markizeta za zavjese, strojne čipke. Od grube teksturirane poliamidne pređe izrađuju se prostirači, podne obloge i drugi kućanski tekstil, ribarske mreže, konopci i slično. Od čvrstoga poliamidnoga tehničkog filamenta izrađuju se tehničke tkanine za različite namjene, a od nekih drugih poliamidnih polimera (na primjer PA 11, PA 4,6, PA 12) proizvode se gruba vlakna za različite tehničke namjene (na primjer četke, mrežice, sita).

## Aromatski poliamidi
Aromatski poliamidi poznati su i pod imenom aramidi. Dobivaju se polikondenzacijom kiselinskih klorida i diamina. To su vrlo cijenjena i prestižna vlakna (na primjer kevlar, nomex) te sastojci kompozitnih materijala. 

### Aramidna vlakna
Aramidna vlakna su specijalna poliamidna vlakna, na primjer nomex, kevlar, twaron. Izrađuju se od aromatskih poliamida u kojima najmanje 85% amidnih veza u makromolekuli povezuje dva aromatska prstena. Većina aramidnih vlakana odlikuje se otpornošću prema visokim temperaturama i gorenju te specifičnim mehaničkim svojstvima koja omogućuju zaštitu od puščanih zrna i krhotina projektila.

## Vanjske poveznice
|  | Zajednički poslužitelj ima još gradiva o temi Poliamidi |